# Walter Mönch
Walter Mönch oder Walter Moench (* 18. Oktober 1905 in Rathenow; † 2. April 1994 in Bremen) war ein deutscher Romanist und Literaturwissenschaftler.

## Leben und Werk
Mönch promovierte in Berlin über Charles Nodier. Zusammenhang von Erlebnisübertragung und Denkform in der Wesensbestimmung des literarischen Einflusses (erschienen als Charles Nodier und die deutsche und englische Literatur. Eine Studie zur romantischen Denkform in Frankreich, Berlin 1931, Nachdruck Nendeln 1967). Er habilitierte sich 1935 ebenda mit Die italienische Platonrenaissance und ihre Bedeutung für Frankreichs Literatur- und Geistesgeschichte (1450–1550), Berlin 1936, Nachdruck Nendeln 1967. Als überzeugter Anhänger des Nationalsozialismus beantragte Mönch am 12. Juni 1937 die Aufnahme in die NSDAP und wurde rückwirkend zum 1. Mai desselben Jahres aufgenommen (Mitgliedsnummer 5.388.362), er war Leiter des Berliner Auslandsamts des NSDDB. Von 1938 bis 1941 war er in Heidelberg persönlicher Ordinarius auf einer außerordentlichen Professur, von 1941 bis 1945 ebenda ordentlicher Professor, zugleich 1938 bis 1945 Leiter des Dolmetscherinstituts in Heidelberg.  Auf Betreiben des Gruppenleiters Kultur beim Militärverwaltungschef im besetzten Belgien Franz Petri wurde er 1941 bis 1944 Gastprofessor in Lüttich und Präsident des Deutschen Wissenschaftlichen Instituts in Brüssel. Seine Aufgabe war die Germanisierung. Sein Vertreter in Heidelberg war ab 1942 Gerhard Hess.
Nach dem Zweiten Weltkrieg wurde Mönch wegen seiner Aktivitäten mit Berufsverbot und Hausverbot an der Universität Heidelberg belegt. Ab 1953 war er ordentlicher Professor zur Wiederverwendung, ab 1956 ordentlicher Professor an der Wirtschaftshochschule Mannheim und 1963 dort Rektor. Von 1964 bis zu seiner Emeritierung 1972 war er ordentlicher Professor für romanische Philologie in Tübingen. Eine Beteiligung an der Germanisierungspolitik hat er für seine Person stets in Abrede gestellt.

## Schriften
- Frankreichs Dichtung von der Renaissance zur Gegenwart im Spiegel geistesgeschichtlicher Probleme, Berlin 1933, Nachdruck Nendeln 1967
- (Übersetzung aus dem Französischen) Robert de Traz Chouteau, Französisches Soldatentum, Berlin 1935
- (Hrsg.) Voltaires Briefwechsel mit Friedrich dem Grossen und Katharina II, Hans von Hugo Verlag, Berlin, 1944
- Die italienische Platonrenaissance und ihre Bedeutung für Frankreichs Literatur- und Geistesgeschichte (1450–1550). Berlin 1936 (= Romanische Studien. Band 40); Neudruck Nendeln (Liechtenstein) 1967.
- Frankreichs Literatur im XVI. Jahrhundert. Eine nationalpolitische Geistesgeschichte der französischen Renaissance, Berlin 1938[6]
- Voltaire und Friedrich der Grosse. Das Drama einer denkwürdigen Freundschaft. Eine Studie zur Literatur, Politik und Philosophie des XVIII. Jahrhunderts, Stuttgart/Berlin 1943
- Das Gastmahl. Begegnungen abendländischer Dichter und Philosophen, Hamburg 1947
- (Übersetzung aus dem Französischen) Paul Vialar, Die große Meute, Hamburg 1949
- (Hrsg.) Kleines deutsches Kulturlesebuch, Heidelberg 1952, 2. Auflage 1955, 3. Auflage 1959
- Das Sonett. Gestalt und Geschichte, Heidelberg 1955
- (Hrsg.) Wirtschaftshochschule Mannheim, Basel/Brilon 1957
- Brücke über den Zeiten. Otto Heuschele, sein Werk u. sein Leben für die Dichtung, Stuttgart 1960
- Deutsche Kultur von der Aufklärung bis zur Gegenwart. Ereignisse, Gestalten, Strömungen, München 1962, 2. Auflage 1971
- Französisches Theater im 20. Jahrhundert. Querschnitte und Horizonte. Ein Essay, Stuttgart 1965
- Frankreichs Kultur. Tradition und Revolte von der Klassik bis zum Surrealismus, Berlin/New York 1972
- Aus meinem Leben. Erfahrungen. Gestalten. Betrachtungen, Elztal-Dallau 1981
- Hector Berlioz 1803–1869. Ein Künstlerleben in der europäischen Welt der Dichtung und Musik, Frankfurt/Bern/New York 1985
- Weimar. Gesellschaft – Politik – Kultur in der Ersten Deutschen Republik, Frankfurt/Bern/New York 1988
- Die Aktualität der Antike. Vergangenheit und Gegenwart, Frankfurt 1992
- Livius und Tacitus. Die zwei bedeutendsten Historiker der römischen Antike, Frankfurt 1993